# Sweatshirt

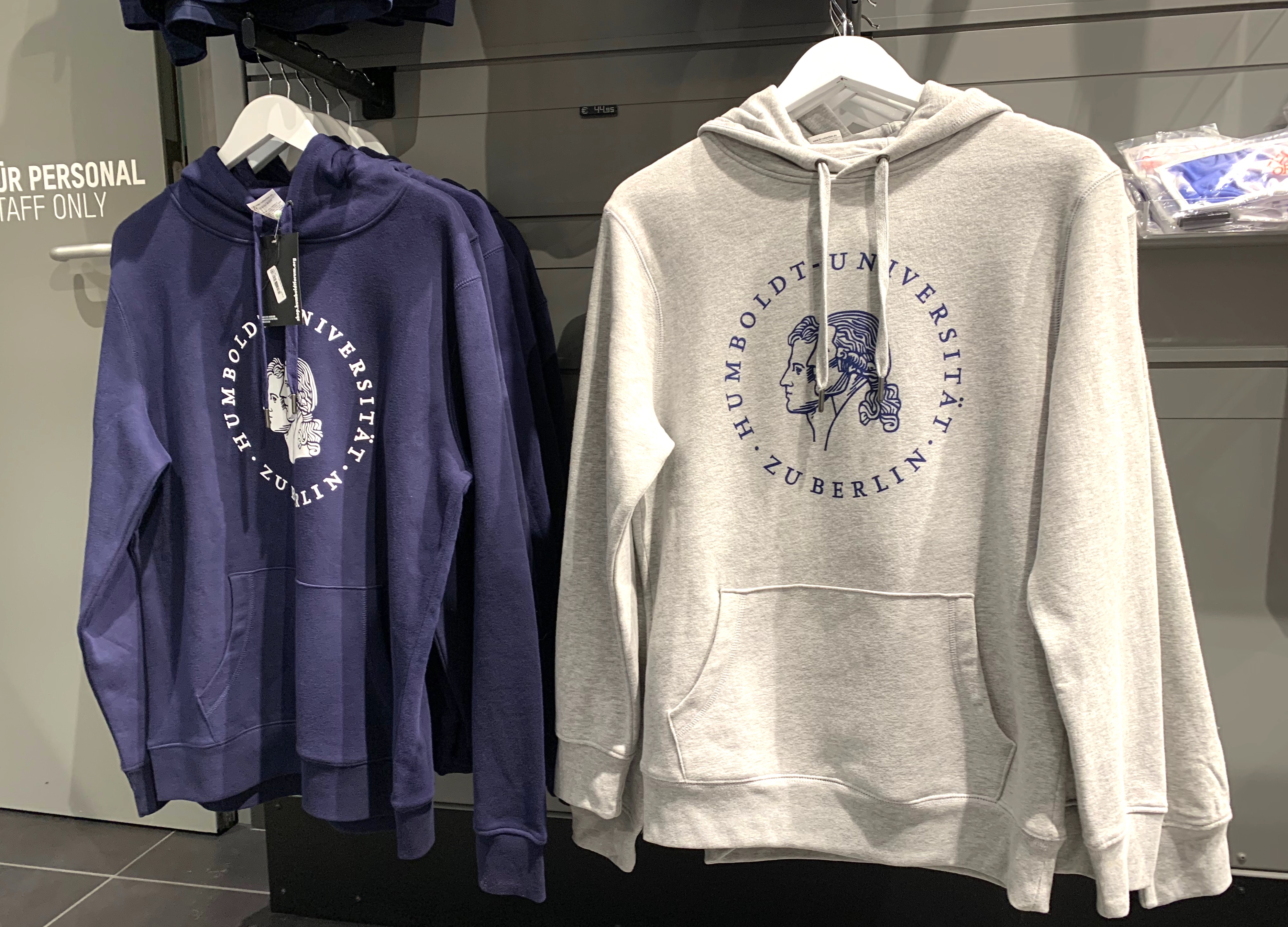
Sweatshirts der Humboldt-Universität zu Berlin

Das Sweatshirt (Englisch sweat = schwitzen, shirt = Hemd) war ursprünglich die Bezeichnung für einen Sportpullover. Teilweise sind Sweatshirts Oberteile von Jogginganzügen. Sweatshirts mit Kapuze werden auch Hoodie bzw. Kapuzenpullover genannt.

## Besonderheit
Der Stoff eines Sweatshirts besteht aus einer besonderen Strickware. Diese ist einflächig auf Rundstrickmaschinen gestrickt (Rechts/Links-Ware). Auf der Rückseite wird ein spezieller Futterfaden mitgeführt, welcher weicher gedreht ist als das Grundstrickgarn, das auf der Vorderseite sichtbar ist. Dieser wird während des Veredelungsprozesses aufgeraut, was zu der typischen flauschigen Innenseite der Sweatshirtware führt.
Aus diesem Grund heißt dieser Stoff in Fachkreisen auch „Futterware“.

## Vorteile
Die Grundfäden des Sweatshirtstoffes sind nicht dicker als die eines T-Shirts, aber durch den großen Futterfaden wird die Ware dicker und wärmt somit.
Da dieser Stoff auf Hochleistungsmaschinen hergestellt werden kann und normal konfektioniert wird, ist er in der Produktion günstiger als beispielsweise Grobstrickpullover.

## Nachteil
Durch die mechanische Belastung des Scherprozesses wird die Faser des Futterfadens geschädigt, aus diesem Grund wird die flauschige Innenseite nach längerem Gebrauch knotig und hart, da die Fasern weiter brechen.
Somit lässt auch die wärmende Funktion des Kleidungsstückes mit der Zeit nach.